# Nombre harmonique
En mathématiques, le n-ième nombre harmonique est la somme des inverses des n premiers entiers naturels non nuls :
{\displaystyle H_{n}=1+{\frac {1}{2}}+{\frac {1}{3}}+\cdots +{\frac {1}{n}}=\sum _{k=1}^{n}{\frac {1}{k}}}.
Ce nombre rationnel est aussi égal à n fois l'inverse de la moyenne harmonique de ces entiers, ainsi qu'à la n-ième somme partielle de la série harmonique.
Les nombres harmoniques ont été étudiés pendant l'Antiquité et sont importants dans plusieurs domaines de la théorie des nombres. Ils apparaissent dans de nombreux problèmes d'analyse combinatoire.

## Table des premiers nombres harmoniques
| Valeur de n            | 0 | 1 | 2                              | 3                               | 4                                | 5                                 | 6                                | 7                                  | 8                                  | 9                                    | 10                                   |
| Valeur de Hn           | 0 | 1 | {\displaystyle {\frac {3}{2}}} | {\displaystyle {\frac {11}{6}}} | {\displaystyle {\frac {25}{12}}} | {\displaystyle {\frac {137}{60}}} | {\displaystyle {\frac {49}{20}}} | {\displaystyle {\frac {363}{140}}} | {\displaystyle {\frac {761}{280}}} | {\displaystyle {\frac {7129}{2520}}} | {\displaystyle {\frac {7381}{2520}}} |
| Valeur approchée de Hn | 0 | 1 | 1,5                            | 1,8                             | 2,1                              | 2,3                               | 2,5                              | 2,6                                | 2,7                                | 2,8                                  | 2,9                                  |

Les numérateurs et dénominateurs de ces rationnels forment, à partir de n = 1, les suites d'entiers  A001008 et  A002805 de l'OEIS.
La sous-suite des numérateurs premiers est 3, 11, 137, 761, 7 129, … ( A067657) et les indices correspondants sont 2, 3, 5, 8, 9, … ( A056903).

## Comportement asymptotique

Les nombres harmoniques en rouge et leur limite asymptotique en bleu.

La suite des nombres harmoniques croît lentement.
La série harmonique diverge ; sa somme est +∞. On a le développement asymptotique suivant :
{\displaystyle H_{n}=\ln n+\gamma +{\frac {1}{2n}}-{\frac {1}{12n^{2}}}+O\left({\frac {1}{n^{4}}}\right),}
où {\displaystyle \gamma } est la constante d'Euler-Mascheroni ; plus généralement, la formule d'Euler-Maclaurin donne :
{\displaystyle H_{n}=\ln n+\gamma +{\frac {1}{2n}}-\sum _{k=1}^{p}{\frac {B_{2k}}{2kn^{2k}}}+O\left({\frac {1}{n^{2p+2}}}\right),}
où les {\displaystyle B_{2k}} sont les nombres de Bernoulli.

## Propriétés

### Autres expressions
{\displaystyle H_{n}={\frac {1}{n!}}\left[{\begin{matrix}n+1\\2\end{matrix}}\right]}, où {\displaystyle \left[{\begin{matrix}n+1\\2\end{matrix}}\right]} est un nombre de Stirling de première espèce.
{\displaystyle H_{n}=\sum _{k=1}^{n}{\binom {n}{k}}{\frac {(-1)^{k-1}}{k}}}.
Euler a donné la représentation intégrale suivante :
{\displaystyle H_{n}=\int _{0}^{1}{\frac {1-x^{n}}{1-x}}\,\mathrm {d} x},
en utilisant l'identité
{\displaystyle {\frac {1-x^{n}}{1-x}}=1+x+\cdots +x^{n-1}},
ce qui fournit un prolongement méromorphe {\displaystyle z\mapsto H_{z}}. En fait,
{\displaystyle H_{z}=\sum _{k\geq 1}\left({\frac {1}{k}}-{\frac {1}{k+z}}\right)=\psi (z+1)+\gamma },
où ψ est la fonction digamma.

### Propriétés arithmétiques
On a les propriétés suivantes concernant la forme irréductible {\displaystyle {a_{n} \over b_{n}}} du rationnel Hn :
- Pour {\displaystyle n\geqslant 2}, {\displaystyle b_{n}} est un diviseur du PPCM des entiers {\displaystyle 2,3,\cdots ,n}.
- Pour {\displaystyle n\geqslant 2}, {\displaystyle a_{n}} est impair et {\displaystyle b_{n}} est pair, donc (en omettant H0 = 0) le seul nombre harmonique entier est H1 = 1 ; d'après le théorème de Kürschák, H1 est même la seule somme d'inverses d'entiers naturels consécutifs qui soit entière.
- Plus précisément, {\displaystyle b_{n}} est divisible par {\displaystyle 2^{\lfloor \log _{2}n\rfloor }} où {\displaystyle \left\lfloor .\right\rfloor } désigne la partie entière[5],[6]; en particulier {\displaystyle b_{2^{n}}} est divisible par {\displaystyle 2^{n}}.
- Pour tout nombre premier {\displaystyle p\geqslant 5}, {\displaystyle a_{p-1}} est divisible par p2 et {\displaystyle a_{p^{2}-1}} est divisible par {\displaystyle p} : voir « Théorème de Wolstenholme ».
- Le postulat de Bertrand permet de démontrer que les trois seuls nombres harmoniques décimaux (cas où les seuls premiers divisant {\displaystyle b_{n}} sont 2 et 5) sont H1 = 1, H2 = 1,5 et H6 = 2,45[7].
- Étant donné un nombre premier {\displaystyle p} :
  - On conjecture que l'ensemble {\displaystyle J_{p}} des indices {\displaystyle \geqslant 1} des numérateurs {\displaystyle a_{n}} qui sont divisibles par {\displaystyle p} est fini, et ceci a été démontré pour {\displaystyle p=2,3,5,7}[8].
  - On a {\displaystyle J_{2}=\varnothing ,J_{3}=\{2,7,22\},J_{5}=\{4,20,24\},J_{7}=\{6,42,48,\cdots ,102728\}} (13 éléments). ; voir la suite A229493 de l'OEIS.
  - On montre que {\displaystyle b_{n}} est non multiple de {\displaystyle p} ssi {\displaystyle \left\lfloor {\frac {n}{p}}\right\rfloor } appartient à {\displaystyle J_{p}}, ce qui montre que si {\displaystyle J_{p}} est fini, alors {\displaystyle b_{n}} est multiple de {\displaystyle p} à partir d'un certain rang, égal à {\displaystyle p(\max(J_{p})+1)} ; par exemple, {\displaystyle b_{n}} est multiple de 3 à partir de {\displaystyle n=69} , {\displaystyle b_{n}} est multiple de 5 à partir de {\displaystyle n=125}, et {\displaystyle b_{n}} est multiple de 7 à partir de {\displaystyle n=719103}[8].
  - Prouver la conjecture ci-dessus montrerait que les nombres harmoniques "décimaux en base {\displaystyle b}" (quotients d'un entier par une puissance de {\displaystyle b}) seraient toujours en nombre fini, puisqu'à partir d'un certain rang {\displaystyle b_{n}} serait multiple d'un nombre premier n'intervenant pas dans la décomposition en produits de facteurs premiers de {\displaystyle b}.

### Sommes et séries numériques impliquant les nombres harmoniques
On a :
{\displaystyle \sum _{k=1}^{n}H_{k}=(n+1)H_{n}-n}
{\displaystyle \sum _{k=1}^{n}{\binom {k}{m}}H_{k}={\binom {n+1}{m+1}}\left(H_{n+1}-{\frac {1}{m+1}}\right)}
{\displaystyle \sum _{k=1}^{n}{\frac {H_{k}}{k}}={\frac {1}{2}}\left((H_{n})^{2}+\sum _{k=1}^{n}{\frac {1}{k^{2}}}\right)}
{\displaystyle \sum _{k=1}^{n}{\frac {H_{k}}{k+1}}={\frac {1}{2}}\left((H_{n+1})^{2}-\sum _{k=1}^{n+1}{\frac {1}{k^{2}}}\right)}
{\displaystyle \sum _{k=0}^{n}{\binom {n}{k}}^{2}H_{k}={\binom {2n}{n}}(2H_{n}-H_{2n})}
Plusieurs séries numériques font apparaitre les nombres harmoniques,,. Parmi les plus connues, on a :
{\displaystyle \forall k\in \{2;3;...\},\,\sum _{n=1}^{+\infty }{\frac {H_{n}}{n^{k}}}=\left(1+{\frac {k}{2}}\right)\zeta (k+1)-{\frac {1}{2}}\sum _{n=1}^{k-2}\zeta (k-n)\zeta (n+1)} (Euler)
Donald Knuth établit l'égalité suivante: pour toute fonction admettant un développement en série entière {\textstyle f(x)=\sum _{n=0}^{+\infty }a_{n}x^{n}}, alors :
{\displaystyle \sum _{n=0}^{+\infty }a_{n}H_{n}x^{n}=\int _{0}^{1}{\frac {f(t)-f(xt)}{1-t}}\mathrm {d} t}
On peut en déduire la série génératrice des nombres harmoniques :
{\displaystyle \sum _{n=1}^{+\infty }H_{n}x^{n}=-{\frac {\ln(1-x)}{1-x}}}

## Généralisation
On définit le n-ième nombre harmonique généralisé Hn,r d'exposant r comme la n-ième somme partielle de la série de Riemann d'exposant r :
Pour tout réel r > 1, cette suite converge vers la valeur en r de la fonction zêta de Riemann : 
{\displaystyle \forall r>1\quad \lim _{n\to \infty }H_{n,r}=\zeta (r)}.
D'autres notations existent, comme H(r)
n, prêtant à confusion avec les nombres hyperharmoniques.
Les numérateurs des nombres harmoniques généralisés d'exposant 2 sont appelés les nombres de Wolstenholme.

## Exemples d'utilisation
Les nombres harmoniques apparaissent naturellement dans plusieurs problèmes de mathématiques récréatives, comme le problème d'empilage de blocs, le  problème de la traversée du désert et le problème de la fourmi sur un élastique, ainsi que dans le problème du collectionneur de vignettes en théorie des probabilités.